# Houston Comets 2004
La stagione 2004 delle Houston Comets fu l'8ª nella WNBA per la franchigia.
Le Houston Comets arrivarono seste nella Western Conference con un record di 13-21, non qualificandosi per i play-off.

## Roster
| N° | Naz.                           | Ruolo | Sportivo          | Anno | Alt. | Peso |
| -- | ------------------------------ | ----- | ----------------- | ---- | ---- | ---- |
| 00 | Stati Uniti (bandiera)         | C     | Tiffani Johnson   | 1975 | 193  | 109  |
| 2  | Stati Uniti (bandiera)         | C     | Michelle Snow     | 1980 | 196  | 76   |
| 6  | Serbia e Montenegro (bandiera) | G     | Gordana Grubin    | 1972 | 180  | 75   |
| 7  | Stati Uniti (bandiera)         | A     | Tina Thompson     | 1975 | 188  | 81   |
| 11 | Stati Uniti (bandiera)         | G     | Kedra Holland     | 1974 | 173  | 60   |
| 13 | Stati Uniti (bandiera)         | G     | Sheila Lambert    | 1980 | 170  | 57   |
| 22 | Stati Uniti (bandiera)         | A     | Sheryl Swoopes    | 1971 | 183  | 66   |
| 23 | Stati Uniti (bandiera)         | A     | LaTonya Johnson   | 1975 | 185  | 68   |
| 25 | Stati Uniti (bandiera)         | G     | Dominique Canty   | 1977 | 175  | 73   |
| 31 | Stati Uniti (bandiera)         | A     | Octavia Blue      | 1976 | 185  | 74   |
| 34 | Stati Uniti (bandiera)         | G     | Felicia Ragland   | 1980 | 175  | 61   |
| 41 | Bahamas (bandiera)             | AC    | Pollyanna Johns   | 1975 | 191  | 75   |
| 44 | Francia (bandiera)             | AC    | Lucienne Berthieu | 1978 | 188  | 85   |

## Staff tecnico
- Allenatore: Van Chancellor
- Vice-allenatori: Kevin Cook, Alisa Scott